# 1-й механизированный корпус (2-го формирования)
1-й механизированный Красноградский Краснознамённый корпус (сокр. 1 мехк) — общевойсковое оперативно-тактическое соединение (механизированный корпус) РККА СССР, во время Великой Отечественной войны.

## История
Корпус сформирован на базе 27-го танкового корпуса 8 сентября 1942 года в Калинине.
В действующей армии во время ВОВ с 26 сентября 1942 года по 10 марта 1943 года, с 9 июля 1943 года по 13 января 1944 года, с 7 июня 1944 года по 5 сентября 1944 года и с 30 октября 1944 года по 9 мая 1945 года.
По окончании Великой Отечественной войны корпус входит в состав Группы советских оккупационных войск в Германии. 10 июня 1946 года, в связи с демобилизацией РККА, механизированный корпус был переформирован в 1-ю механизированную дивизию. Её, в свою очередь, 29 апреля 1957 года переформировали в 19-ю мотострелковую дивизию, а её 29 января 1965 года — в 35-ю мотострелковую дивизию (35 мсд). Все эти дивизии входили в состав 20-й гвардейской армии ГСВГ. 35 мсд расформирована в 1992 году.

## Вооружение и военная техника
На 25 ноября 1942 года корпус имел: 15200 чел., 10 КВ-1, 119 Т-34, 95 Т-70, 44 76-мм орудия, 56 45-мм орудий, 102 82-мм миномёта, 18 120-мм миномётов, 309 ДП, 252 ПТР, 3890 ПП, 8 БМ-13.
На 17 февраля 1945 года корпус имел: 12173 чел., 153 M4A2, 7 МК-9, 13 СУ-76, 17 СУ-85, 20 СУ-122, 30 бронемашин, 38 M3A1, 19 МК-1, 19 СУ-М-17, 97 мотоциклов, 28 76-мм пушек, 29 57-мм пушек, 47 120-мм миномётов, 86 82-мм миномётов, 170 ручных пулемётов, 72 станковых пулемёта, 48 зенитных пулемётов.
К началу Берлинской операции корпус имел: 15814 чел., 162 М4А2, 16 СУ-76, 8 СУ-85, 21 СУ-122, 10 СУ-М-17, 8 БМ-13, 40 76-мм пушек, 40 57-мм пушек, 16 37-мм пушек, 54 120-мм миномётов, 100 82-мм миномётов, 138 станковых пулемётов, 374 ручных миномётов, 50 зенитных пулемётов.

## Состав

### 1942—1945
Постоянно в состав управления корпуса входили:
- управление (штаб)
- 32-й отдельный бронеавтомобильный разведывательный батальон[b][3] (до 25 ноября 1943)
- 647-й отдельный Варшавский[7] орденов Александра Невского[8] и Красной Звезды[9] батальон связи
- 18-й отдельный сапёрный орденов Александра Невского[8] и Красной Звезды[9] батальон
- 109-й отдельный ремонтно-восстановительный батальон (переформирован в 565 птрб и 566 парб) 01.01.1945
- 565-я полевая танкоремонтная ордена Красной Звезды база с 01.01.1945
- 566-я полевая авторемонтная ордена Красной Звезды база с 01.01.1945
- 144-я отдельная рота химической защиты (с июля 1943)
- 45-я отдельная инженерно-минная рота
- 27-я отдельная автотранспортная рота подвоза ГСМ
- авиазвено связи (с июля 1943)
- 6-й полевой автохлебозавод (с июля 1943)
- 1773-я полевая касса Госбанка (с февраля 1943)
- 2137-я военно-почтовая станция (с февраля 1943)

#### В составе
| Дата       | Фронт                     | Армия                          | Состав (танковые и механизированные формирования) | Другие формирования, в том числе приданные |
| ---------- | ------------------------- | ------------------------------ | --- | --- |
| 01.10.1942 | Калининский фронт         | -                              | 19-я механизированная бригада 35-я механизированная бригада 37-я механизированная бригада 219-я танковая бригада 57-й отдельный мотоциклетный батальон | - |
| 01.11.1942 | Калининский фронт         | 41-я армия                     | 19-я механизированная бригада 35-я механизированная бригада 37-я механизированная бригада 65-я танковая бригада 219-я танковая бригада 57-й отдельный мотоциклетный батальон                                                                                                   | - |
| 01.12.1942 | Калининский фронт         | 41-я армия                     | 19-я механизированная бригада 35-я механизированная бригада 37-я механизированная бригада 65-я танковая бригада 219-я танковая бригада 57-й отдельный мотоциклетный батальон                                                                                                   | - |
| 01.01.1943 | Калининский фронт         | 41-я армия                     | 19-я механизированная бригада 35-я механизированная бригада 37-я механизированная бригада 65-я танковая бригада 219-я танковая бригада 57-й отдельный мотоциклетный батальон                                                                                                   | 75-й истребительно-противотанковый артиллерийский полк 32-й отдельный бронеавтомобильный батальон |
| 01.02.1943 | Калининский фронт         | 41-я армия                     | 19-я механизированная бригада 35-я механизированная бригада 37-я механизированная бригада 65-я танковая бригада 219-я танковая бригада 57-й отдельный мотоциклетный батальон                                                                                                   | 75-й истребительно-противотанковый артиллерийский полк 32-й отдельный бронеавтомобильный батальон |
| 01.03.1943 | Калининский фронт         | 41-я армия                     | 19-я механизированная бригада 35-я механизированная бригада 37-я механизированная бригада 65-я танковая бригада 219-я танковая бригада 57-й отдельный мотоциклетный батальон                                                                                                   | 75-й истребительно-противотанковый артиллерийский полк |
| 01.04.1943 | Резерв Ставки ВГК         | -                              | 19-я механизированная бригада 35-я механизированная бригада 37-я механизированная бригада 65-я танковая бригада 219-я танковая бригада 57-й отдельный мотоциклетный батальон                                                                                                   | 75-й истребительно-противотанковый артиллерийский полк 294-й миномётный полк |
| 01.05.1943 | Степной военный округ     | -                              | 19-я механизированная бригада 35-я механизированная бригада 37-я механизированная бригада 65-я танковая бригада 219-я танковая бригада 57-й отдельный мотоциклетный батальон                                                                                                   | 75-й истребительно-противотанковый артиллерийский полк 294-й миномётный полк |
| 01.06.1943 | Степной военный округ     | -                              | 19-я механизированная бригада 35-я механизированная бригада 37-я механизированная бригада 219-я танковая бригада 57-й отдельный мотоциклетный батальон | 75-й истребительно-противотанковый артиллерийский полк 294-й миномётный полк |
| 01.07.1943 | Степной военный округ     | -                              | 19-я механизированная бригада 35-я механизированная бригада 37-я механизированная бригада 219-я танковая бригада 57-й отдельный мотоциклетный батальон | 75-й истребительно-противотанковый артиллерийский полк 294-й миномётный полк |
| 01.08.1943 | Степной фронт             | 53-я армия                     | 19-я механизированная бригада 35-я механизированная бригада 37-я механизированная бригада 219-я танковая бригада 57-й отдельный мотоциклетный батальон | 75-й истребительно-противотанковый артиллерийский полк 294-й миномётный полк 1382-й зенитный артиллерийский полк 751-й отдельный истребительно-противотанковый артиллерийский дивизион |
| 01.09.1943 | Степной фрон              | 53-я армия                     | 19-я механизированная бригада 35-я механизированная бригада 37-я механизированная бригада 219-я танковая бригада 57-й отдельный мотоциклетный батальон | 75-й истребительно-противотанковый артиллерийский полк 294-й миномётный полк 1382-й зенитный артиллерийский полк 751-й отдельный истребительно-противотанковый артиллерийский дивизион 32-й отдельный бронеавтомобильный батальон                                                                      |
| 01.10.1943 | Степной фронт             | 37-я армия                     | 19-я механизированная бригада 35-я механизированная бригада 37-я механизированная бригада 219-я танковая бригада 57-й отдельный мотоциклетный батальон | 75-й истребительно-противотанковый артиллерийский полк 294-й миномётный полк 1382-й зенитный артиллерийский полк 751-й отдельный истребительно-противотанковый артиллерийский дивизион 32-й отдельный бронеавтомобильный батальон                                                                      |
| 01.11.1943 | 2-й Украинский фронт      | 37-я армия                     | 19-я механизированная бригада 35-я механизированная бригада 37-я механизированная бригада 219-я танковая бригада 57-й отдельный мотоциклетный батальон | 75-й истребительно-противотанковый артиллерийский полк 294-й миномётный полк 1382-й зенитный артиллерийский полк 751-й отдельный истребительно-противотанковый артиллерийский дивизион 32-й отдельный бронеавтомобильный батальон 41-й гвардейский отдельный миномётный дивизион реактивной артиллерии |
| 01.12.1943 | Ленинградский фронт       | 2-я ударная армия              | 19-я механизированная бригада 35-я механизированная бригада 37-я механизированная бригада 219-я танковая бригада 57-й отдельный мотоциклетный батальон | 75-й истребительно-противотанковый артиллерийский полк 294-й миномётный полк 1382-й зенитный артиллерийский полк 751-й отдельный истребительно-противотанковый артиллерийский дивизион 32-й отдельный бронеавтомобильный батальон 41-й гвардейский отдельный миномётный дивизион реактивной артиллерии |
| 01.01.1944 | Ленинградский фронт       | 2-я ударная армия              | 19-я механизированная бригада 35-я механизированная бригада 37-я механизированная бригада 219-я танковая бригада 57-й отдельный мотоциклетный батальон | 75-й истребительно-противотанковый артиллерийский полк 294-й миномётный полк 1382-й зенитный артиллерийский полк 751-й отдельный истребительно-противотанковый артиллерийский дивизион 41-й гвардейский отдельный миномётный дивизион реактивной артиллерии                                            |
| 01.02.1944 | Резерв Ставки ВГК         | -                              | 19-я механизированная бригада 35-я механизированная бригада 37-я механизированная бригада 219-я танковая бригада 57-й отдельный мотоциклетный батальон | 75-й истребительно-противотанковый артиллерийский полк 294-й миномётный полк 1382-й зенитный артиллерийский полк 751-й отдельный истребительно-противотанковый артиллерийский дивизион 41-й гвардейский отдельный миномётный дивизион реактивной артиллерии                                            |
| 01.03.1944 | Резерв Ставки ВГК         | -                              | 19-я механизированная бригада 35-я механизированная бригада 37-я механизированная бригада 219-я танковая бригада 57-й отдельный мотоциклетный батальон | 75-й истребительно-противотанковый артиллерийский полк 294-й миномётный полк 1382-й зенитный артиллерийский полк 751-й отдельный истребительно-противотанковый артиллерийский дивизион 41-й гвардейский отдельный миномётный дивизион реактивной артиллерии                                            |
| 01.04.1944 | Резерв Ставки ВГК         | -                              | 19-я механизированная бригада 35-я механизированная бригада 37-я механизированная бригада 219-я танковая бригада 57-й отдельный мотоциклетный батальон 75-й самоходно-артиллерийский полк                                                                                      | 294-й миномётный полк 1382-й зенитный артиллерийский полк 751-й отдельный истребительно-противотанковый артиллерийский дивизион 41-й гвардейский отдельный миномётный дивизион реактивной артиллерии                                                                                                   |
| 01.05.1944 | Харьковский военный округ | -                              | 19-я механизированная бригада 35-я механизированная бригада 37-я механизированная бригада 219-я танковая бригада 57-й отдельный мотоциклетный батальон 75-й самоходно-артиллерийский полк                                                                                      | 294-й миномётный полк 1382-й зенитный артиллерийский полк 751-й отдельный истребительно-противотанковый артиллерийский дивизион 41-й гвардейский отдельный миномётный дивизион реактивной артиллерии                                                                                                   |
| 01.06.1944 | Резерв Ставки ВГК         | -                              | 19-я механизированная бригада 35-я механизированная бригада 37-я механизированная бригада 219-я танковая бригада 57-й отдельный мотоциклетный батальон 75-й самоходно-артиллерийский полк 1822-й самоходно-артиллерийский полк                                                 | 294-й миномётный полк 1382-й зенитный артиллерийский полк 41-й гвардейский отдельный миномётный дивизион реактивной артиллерии |
| 01.07.1944 | 1-й Белорусский фронт     | КМГ 1 Бел. фр.                 | 19-я механизированная бригада 35-я механизированная бригада 37-я механизированная бригада 219-я танковая бригада 57-й отдельный мотоциклетный батальон 75-й самоходно-артиллерийский полк 1822-й самоходно-артиллерийский полк                                                 | 294-й миномётный полк 1382-й зенитный артиллерийский полк 41-й гвардейский отдельный миномётный дивизион реактивной артиллерии |
| 01.08.1944 | 1-й Белорусский фронт     | -                              | 19-я механизированная бригада 35-я механизированная бригада 37-я механизированная бригада 219-я танковая бригада 57-й отдельный мотоциклетный батальон 75-й самоходно-артиллерийский полк 1822-й самоходно-артиллерийский полк                                                 | 294-й миномётный полк 1382-й зенитный артиллерийский полк 41-й гвардейский отдельный миномётный дивизион реактивной артиллерии |
| 01.09.1944 | 1-й Белорусский фронт     | -                              | 19-я механизированная бригада 35-я механизированная бригада 37-я механизированная бригада 219-я танковая бригада 57-й отдельный мотоциклетный батальон 75-й самоходно-артиллерийский полк 1822-й самоходно-артиллерийский полк                                                 | 294-й миномётный полк 1382-й зенитный артиллерийский полк 41-й гвардейский отдельный миномётный дивизион реактивной артиллерии |
| 01.10.1944 | 1-й Белорусский фронт     | 2-я танковая армия             | 19-я механизированная бригада 35-я механизированная бригада 37-я механизированная бригада 219-я танковая бригада 57-й отдельный мотоциклетный батальон 75-й самоходно-артиллерийский полк 347-й гвардейский самоходно-артиллерийский полк 1822-й самоходно-артиллерийский полк | 294-й миномётный полк 1382-й зенитный артиллерийский полк 41-й гвардейский отдельный миномётный дивизион реактивной артиллерии |
| 01.11.1944 | 1-й Белорусский фронт     | 2-я танковая армия             | 19-я механизированная бригада 35-я механизированная бригада 37-я механизированная бригада 219-я танковая бригада 57-й отдельный мотоциклетный батальон 75-й самоходно-артиллерийский полк 347-й гвардейский самоходно-артиллерийский полк 1822-й самоходно-артиллерийский полк | 294-й миномётный полк 1382-й зенитный артиллерийский полк 41-й гвардейский отдельный миномётный дивизион реактивной артиллерии |
| 01.12.1944 | 1-й Белорусский фронт     | 2-я гвардейская танковая армия | 19-я механизированная бригада 35-я механизированная бригада 37-я механизированная бригада 219-я танковая бригада 57-й отдельный мотоциклетный батальон 75-й самоходно-артиллерийский полк 347-й гвардейский самоходно-артиллерийский полк 1822-й самоходно-артиллерийский полк | 294-й миномётный полк 1382-й зенитный артиллерийский полк 41-й гвардейский отдельный миномётный дивизион реактивной артиллерии |
| 01.01.1945 | 1-й Белорусский фронт     | 2-я гвардейская танковая армия | 19-я механизированная бригада 35-я механизированная бригада 37-я механизированная бригада 219-я танковая бригада 57-й отдельный мотоциклетный батальон 75-й самоходно-артиллерийский полк 347-й гвардейский самоходно-артиллерийский полк 1822-й самоходно-артиллерийский полк | 294-й миномётный полк 1382-й зенитный артиллерийский полк 41-й гвардейский отдельный миномётный дивизион реактивной артиллерии |
| 01.02.1945 | 1-й Белорусский фронт     | 2-я гвардейская танковая армия | 19-я механизированная бригада 35-я механизированная бригада 37-я механизированная бригада 219-я танковая бригада 57-й отдельный мотоциклетный батальон 75-й самоходно-артиллерийский полк 347-й гвардейский самоходно-артиллерийский полк 1822-й самоходно-артиллерийский полк | 294-й миномётный полк 1382-й зенитный артиллерийский полк 41-й гвардейский отдельный миномётный дивизион реактивной артиллерии |
| 01.03.1945 | 1-й Белорусский фронт     | 2-я гвардейская танковая армия | 19-я механизированная бригада 35-я механизированная бригада 37-я механизированная бригада 219-я танковая бригада 57-й отдельный мотоциклетный батальон 75-й самоходно-артиллерийский полк 347-й гвардейский самоходно-артиллерийский полк 1822-й самоходно-артиллерийский полк | 294-й миномётный полк 1382-й зенитный артиллерийский полк 41-й гвардейский отдельный миномётный дивизион реактивной артиллерии |
| 01.04.1945 | 1-й Белорусский фронт     | 2-я гвардейская танковая армия | 19-я механизированная бригада 35-я механизированная бригада 37-я механизированная бригада 219-я танковая бригада 57-й отдельный мотоциклетный батальон 75-й самоходно-артиллерийский полк 347-й гвардейский самоходно-артиллерийский полк 1822-й самоходно-артиллерийский полк | 294-й миномётный полк 1382-й зенитный артиллерийский полк 41-й гвардейский отдельный миномётный дивизион реактивной артиллерии |
| 01.05.1945 | 1-й Белорусский фронт     | 2-я гвардейская танковая армия | 19-я механизированная бригада 35-я механизированная бригада 37-я механизированная бригада 219-я танковая бригада 57-й отдельный мотоциклетный батальон 75-й самоходно-артиллерийский полк 347-й гвардейский самоходно-артиллерийский полк 1822-й самоходно-артиллерийский полк | 294-й миномётный полк 1382-й зенитный артиллерийский полк 41-й гвардейский отдельный миномётный дивизион реактивной артиллерии |

### 1990
- Управление дивизии (1 ПРП-3, 3 Р-145БМ, 2 Р-156БТР)
- 62-й мотострелковый Слонимско-Померанский Краснознамённый, орденов Суворова и Кутузова полк (Олимпишесдорф)

30 Т-80, 142 БТР-60, 1 БМП-2, 4 БМП-1, 4 БРМ-1К, 18 2С1 «Гвоздика», 18 2С12 «Сани»
- 64-й мотострелковый Слуцко-Померанский Краснознамённый, орденов Суворова и Кутузова полк (Потсдам)

30 Т-80, 148 БТР-60, 1 БМП-2, 4 БМП-1, 4 БРМ-1К, 18 2С1 «Гвоздика», 18 2С12 «Сани»
- 69-й мотострелковый Проскуровский Краснознамённый, орденов Суворова и Кутузова (Вюнсдорф)

30 Т-80, 57 БМП-2, 81 БМП-1, 7 БРМ-1К, 18 2С1 «Гвоздика», 18 2С12 «Сани»
- 83-й гвардейский мотострелковый Нежинский ордена Красной Звезды полк (Крампниц)

29 Т-80, 53 БМП-2, 84 БМП-1, 6 БРМ-1К, 18 2С1 «Гвоздика», 18 2С12 «Сани»
- 283-й гвардейский самоходный артиллерийский Варшавский Краснознамённый, орденов Суворова и Кутузова полк (Олимпишесдорф)

54 2СЗ «Акация», 18 БМ-21 «Град», 5 ПРП-3, 3 1В18, 1 1В19, 2 Р-145БМ, Р-156БТР
- 200-й зенитный ракетный Брестский Краснознамённый, ордена Александра Невского полк (Крампнитц)
- 19-й отдельный танковый батальон (Олимпишесдорф) (31 Т-80, 2 БМП-1, 2 БМП-1КШ)
- 485-й отдельный противотанковый артиллерийский дивизион (Ютербог)
- 59-й отдельный разведывательный батальон (Олимпишесдорф) (16 БМП-1, 7 БРМ-1К, 2 Р-145БМ, 1 Р-156БТР)
- 647-й отдельный ордена Красной Звезды батальон связи (Крампниц) (10 Р-145БМ, 1 Р-156БТР)
- 18-й отдельный инженерно-сапёрный ордена Красной Звезды батальон (Потсдам) (1 ИМР-2, 3 УР-67)
- 1127-й отдельный батальон материального обеспечения
- 37-й отдельный ремонтно-восстановительный батальон
- 60-й отдельный медицинский батальон

Итого: 150 танков, 331 БМП, 290 БТР, 126 САУ, 72 миномёта, 18 РСЗО

## Награды и наименования
| Награда                                | Дата                  | За что получена |
| -------------------------------------- | --------------------- | --- |
| Почётное наименование «Красноградский» | 19 сентября 1943 года | присвоено приказом Верховного Главнокомандующего от 19 сентябяр 1943 года в ознаменование достигнутых успехов при освобождении города Красноград.                                             |
| Орден Красного Знамени                 |                       | награжден указом Президиума Верховного Совета СССР за образцовое выполнение боевых заданий командования на фронте борьбы с немецкими захватчиками и проявленные при этом доблесть и мужество. |

## Командование
- Соломатин, Михаил Дмитриевич, генерал-майор танковых войск, с 18.01.1943 генерал-лейтенант танковых войск (с 08.09.1942 по 09.02.1944)
- Кривошеин, Семён Моисеевич, генерал-лейтенант танковых войск (с 10.02.1944 по 09.05.1945)

## Отличившиеся воины
Управление корпуса:
- Кривошеин, Семён Моисеевич, генерал-лейтенант танковых войск, командир корпуса.
- Матвеев, Николай Степанович, подполковник, начальник политотдела корпуса. Умер от ран 24 февраля 1945 года.

35-я механизированная Слонимско-Померанская Краснознамённая, орденов Суворова и Кутузова бригада:
- Бабаян, Амаяк Григорьевич, генерал-майор, командир бригады. Звание присвоено посмертно.
- Голубенко, Алексей Александрович, старший лейтенант, командир роты.
- Губин, Андриан Макарович, лейтенант, командир роты.
- Задорожный, Яков Степанович, подполковник, командир бригады. Звание присвоено посмертно.
- Лубяной, Иван Андреевич, старший сержант, механик-водитель танка 4 танкового полка.
- Ребрик, Кузьма Филиппович, майор, командир мотострелкового батальона.
- Туровец, Никита Игнатьевич, майор, командир мотострелкового батальона.
- Шишкин, Иван Николаевич, младший лейтенант, командир танкового взвода 4-го танкового полка.
- Вихорев, Сергей Петрович, ефрейтор, разведчик 4 танкового полка
- Цыгикало, Пётр Петрович, старший сержант, механик-водитель танка 4 танкового полка.

37-я механизированная Слонимско-Померанская Краснознамённая, орденов Суворова и Кутузова бригада:
- Воронин, Иван Павлович, капитан, командир мотострелкового батальона.
- Зорин, Сергей Иванович, старшина, механик-водитель танка 3 танкового полка.
- Рафиев, Наджафгулу Раджабали оглы, младший лейтенант, командир танкового взвода 3-го танкового полка.
- Рысевец, Флавиан Владимирович, старший лейтенант, командир танковой роты.
- Садовой, Александр Петрович, майор, командир 3 танкового полка.
- Хотимский, Михаил Васильевич, полковник, командир бригады.
- Сафонов, Василий Алексеевич, ефрейтор, автоматчик разведывательной роты.
- Шевнин, Николай Иванович, старший сержант, помощник командира взвода инженерно-минной роты.

219-я танковая Кременчугско-Берлинская Краснознамённая, орденов Суворова, Кутузова и Богдана Хмельницкого бригада:
- Агиенко, Виктор Трофимович, лейтенант, командир роты 586-го танкового батальона.
- Алтынов, Николай Николаевич, старшина, механик-водитель танка.
- Бикеев, Султан Хамитович, капитан, заместитель командира 586-го танкового батальона по строевой части.
- Вайнруб, Евсей Григорьевич, подполковник, командир бригады.
- Ведерников, Иван Анисимович, младший лейтенант, командир танка 586-го танкового батальона.
- Волков, Евгений Фёдорович, лейтенант, командир взвода 586-го танкового батальона.
- Ильин, Евгений Кузьмич, майор, командир танкового батальона.
- Калинин, Иван Андреевич, младший сержант, механик-водитель танка.
- Калинковский, Степан Антонович, старший сержант, механик-водитель танка. Погиб в бою 2 февраля 1945 года.
- Китченко, Павел Семёнович, лейтенант, командир танкового взвода.
- Клочков, Владимир Васильевич, лейтенант, командир танка.
- Козлов, Никита Иванович, старший сержант, командир башни танка.
- Носков, Григорий Матвеевич, старший сержант, механик-водитель танка. Звание присвоено посмертно.
- Савватеев, Аркадий Михайлович, старший сержант, механик-водитель танка.
- Соловьёв, Михаил Павлович, лейтенант, командир роты.
- Вершинин, Михаил Алексеевич, красноармеец, автоматчик взвода разведки роты управления

1822-й самоходно-артиллерийский Брестский Краснознамённый орденов Суворова и Красной Звезды полк:
- Данилюк, Леонид Семёнович, майор, командир полка.

347-й гвардейский тяжёлый самоходно-артиллерийский Брестский орденов Суворова и Кутузова полк:
- Болдырев, Александр Иванович, гвардии техник-лейтенант, старший механик-водитель самоходно-артиллерийской установки.
- Коростелев, Павел Степанович, гвардии техник-лейтенант, старший механик-водитель самоходно-артиллерийской установки.
- Миронов, Вениамин Борисович, гвардии подполковник, командир полка.

75-й истребительно-противотанковый артиллерийский полк:
- Мурзагалимов, Газис Габидулович, младший сержант, командир орудия.

75-й самоходно-артиллерийский Брестский Краснознамённый орденов Кутузова и Красной Звезды полк:
- Чёрный, Павел Прохорович, старшина, механик-водитель самоходно-артиллерийской установки.

57-й отдельный мотоциклетный Варшавский ордена Александра Невского батальон:
- Тынков, Василий Степанович, старший сержант, командир взвода бронетранспортёров.

18-й отдельный сапёрный батальон:
- Косинов, Яков Семёнович (Сергеевич), ефрейтор, разведчик-сапёр.